# Нотке, Бернт
Бернт Нотке (нем. Bernt Notke, ок. 1435, Лассан — ок. 12 мая 1509, Любек) — немецкий художник и скульптор.

## Творчество
Наиболее известна его скульптурная работа Святой Георгий и дракон. Пляска смерти (1463) в любекской Мариенкирхе была разрушена во время Второй мировой войны, сохранилась только довоенная чёрно-белая фотография.
Авторские версии этой работы в Стокгольме и в церкви Св. Николая в Таллине сохранились, как и его алтарь там же, в церкви Св. Духа. Нотке работал над убранством Любекского собора и создал для него в 1477 г. 17-метровый триумфальный крест. Его алтарные работы находятся также в Нидерландах, Дании и Норвегии.
Жизни художника посвящён роман немецкой писательницы Ренаты Крюгер «Башни на горизонте» (1982).

## Галерея

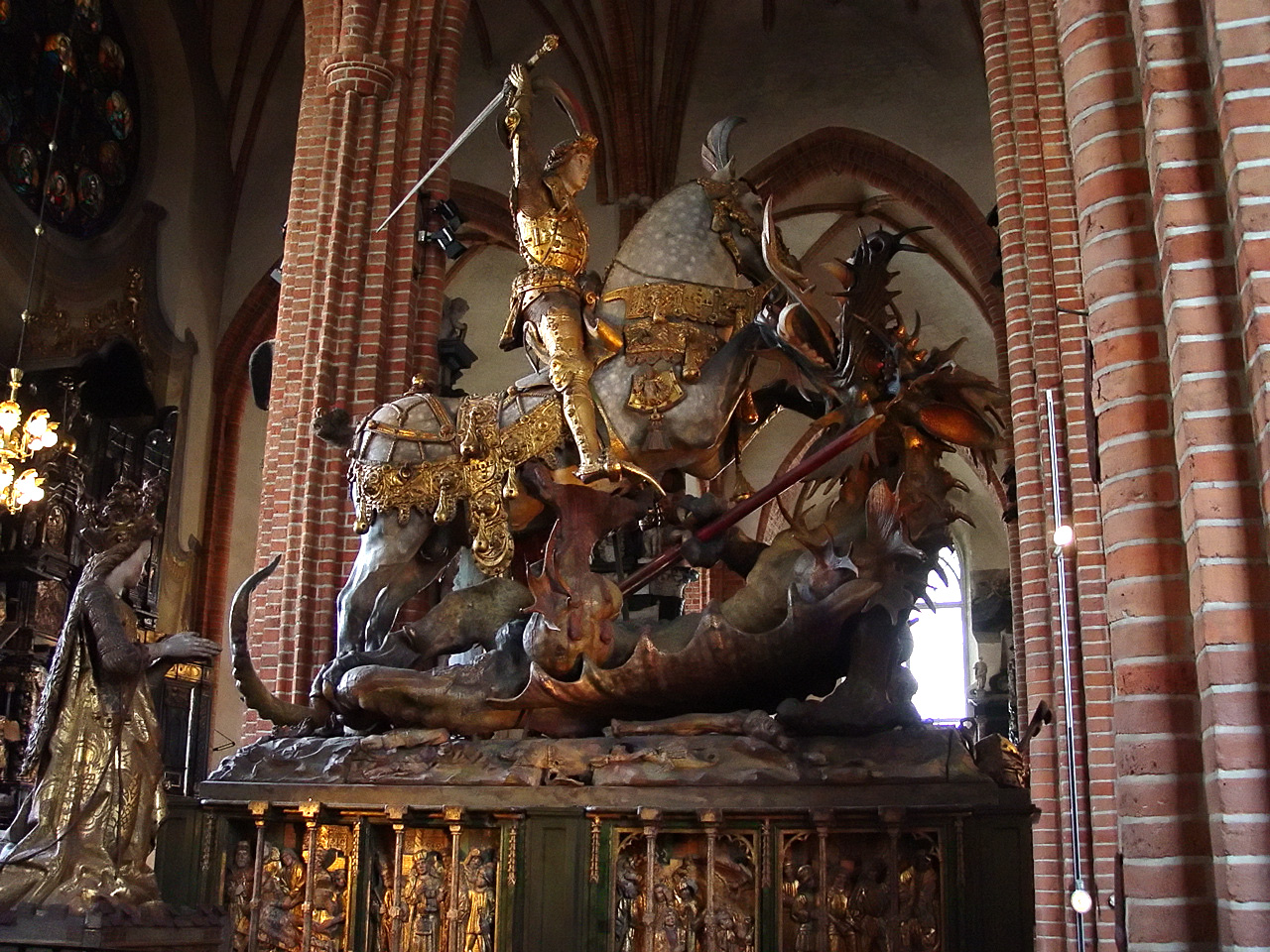
Св. Георгий и дракон. Стокгольм
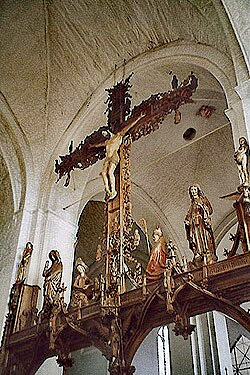
Триумфальный крест в центральном нефе Любекского собора